# Plectrohyla exquisita
Espèce
Statut de conservation UICN

 CR A3e : 
En danger critique
Plectrohyla exquisita est une espèce d'amphibiens de la famille des Hylidae.

## Répartition
Cette espèce est endémique du Honduras. Elle se rencontre entre 1 490 et 1 680 m d'altitude dans la sierra de Omoa dans le département de Cortés,.

## Publication originale
- McCranie & Wilson, 1998 : Specific Status of the Honduran Frogs Formerly Referred to Plectrohyla teuchestes (Anura: Hylidae). Journal of Herpetology, vol. 32, no 1, p. 96-101.